# Liza haematocheilus
Liza haematocheilus är en fiskart som först beskrevs av Temminck och Schlegel, 1845.  Liza haematocheilus ingår i släktet Liza och familjen multfiskar. Inga underarter finns listade i Catalogue of Life.